# Mesochorus pini
Mesochorus pini är en stekelart som beskrevs av Schwenke 1999. Mesochorus pini ingår i släktet Mesochorus och familjen brokparasitsteklar. Inga underarter finns listade i Catalogue of Life.